# Siwoszewo
Siwoszewo (niem.  Schiffus) – opuszczona osada w Polsce położona w województwie warmińsko-mazurskim, w powiecie kętrzyńskim, w gminie Barciany. W latach 1975–1998 miejscowość administracyjnie należała do województwa olsztyńskiego.
W miejscowości brak zabudowy.
Według J. Sikorskiego, miejscowość ta przestała istnieć po drugiej wojnie światowej.